# La Manufacture, Haute école des arts de la scène
Pour les articles homonymes, voir Manufacture (homonymie).
La Manufacture – Haute école des arts de la scène, ou Manufacture (anciennement Haute école de théâtre de Suisse romande (HETSR)), est une école de niveau tertiaire qui dispense un enseignement dans le domaine des arts et des métiers de la scène. Elle est située à Lausanne en Suisse.

## Formations et missions
La manufacture propose 
- En théâtre :
  - un bachelor en théâtre,
  - un master en théâtre avec orientation Mise en scène ou Scénographie,
- En danse :
  - un bachelor en danse contemporaine, option création.
- En technique du spectacle :
  - les cours professionnels du CFC de techniscéniste.

En plus de ces formations de base elle possède des centres :
- de formation continue pour les professionnels du spectacle,
- de recherche et développement en partenariat avec des institutions et des chercheurs en Suisse et à l’étranger,
- de prestations de services focalisées sur les arts scéniques.

## Histoire
L'école ouvre en 2003, installée dans une ancienne usine de taille de pierre précieuse, elle ouvre premièrement une formation de comédien et a pour premier directeur Yves Beaunesne.
En 2006, ce dernier est remplacé par Jean-Yves Ruf à la tête de l'institution.
En 2011, une nouvelle filière est ouverte, il s'agit de la formation professionnelle initiale aux métiers technique du spectacle. La même année, Frédéric Plazy est nommé directeur.
Un master en mise en scène est proposé dès 2012 et, en collaboration avec P.A.R.T.S., un bachelor en danse contemporaine suit dès 2014,. En 2019, le master théâtre ouvre une nouvelle orientation Scénographie.